# Viață de câine (film din 1998)
Viață de câine este un film românesc din 1998 regizat de Alexandru Solomon.